# ستيوارت غراي (كرة سلة)
ستيوارت غراي مواليد 27 مايو 1963 في منطقة قناة بنما، هو لاعب كرة سلة بنمي سابق. بدأ مسيرته الاحترافية في سنة 1984. تم اختياره من قبل فريق إنديانا بايسرز خلال الدرافت. يبلغ طوله 7 قدم 0 بوصة (2.1 م). اعتزل اللعب في 1993.

## المسيرة الاحترافية
لعب مع إنديانا بايسرز من سنة 1984 إلى 1989، ثم لعب مع شارلوت هورنتس في موسم 1989–1990، ثم لعب مع نيويورك نيكس في سنة 1991.

## روابط خارجية
- ستيوارت غراي على موقع إن بي أي (الإنجليزية)
- ستيوارت غراي على موقع سبورتس رفرنس (الإنجليزية)
- ستيوارت غراي على موقع كلية كرة السلة في سبورتس رفرنس.كوم (الإنجليزية)
- ستيوارت غراي على موقع ريلجم (الإنجليزية)
- ستيوارت غراي على موقع بروبوليرز (الإنجليزية)